# Robert da Silva Almeida
Robert da Silva Almeida (Salvador, Brasil, 3 d'abril de 1971) és un futbolista brasiler. Va disputar 3 partits amb la selecció del Brasil.

## Estadístiques
| Selecció de Brasil | Selecció de Brasil | Selecció de Brasil |
| Anys               | Partits            | Gols               |
| ------------------ | ------------------ | ------------------ |
| 2001               | 3                  | 0                  |
| Total              | 3                  | 0                  |